# حباذر (السياني)

تعديل مصدري - تعديل

حباذر محلة تابعة لقرية الدمنة، التابعة لعزلة عميد الخارج بمديرية السياني إحدى مديريات محافظة إب في الجمهورية اليمنية.، بلغ تعداد سكانها 235 حسب تعداد اليمن لعام 2004.